# Dehalobacter
Dehalobacter è un genere di batterio appartenente alla famiglia delle Peptococcaceae.